# Partido Serbio Demócrata Independiente
Partido Serbio Demócrata Independiente (en serbocroata: Самостална демократска српска странка / Samostalna demokratska srpska stranka, SDSS) es un partido político socialdemócrata, socialoliberal y europeista que representa a la minoría serbia de la República de Croacia. Su presidente es Milorad Pupovac.
El partido tiene tres diputados en el Parlamento croata.

## Elecciones parlamentarias
|  | 0.01 % |

|  | 0.37 % |

|  | 0.33 % |